# 栃木県道156号石末真岡線

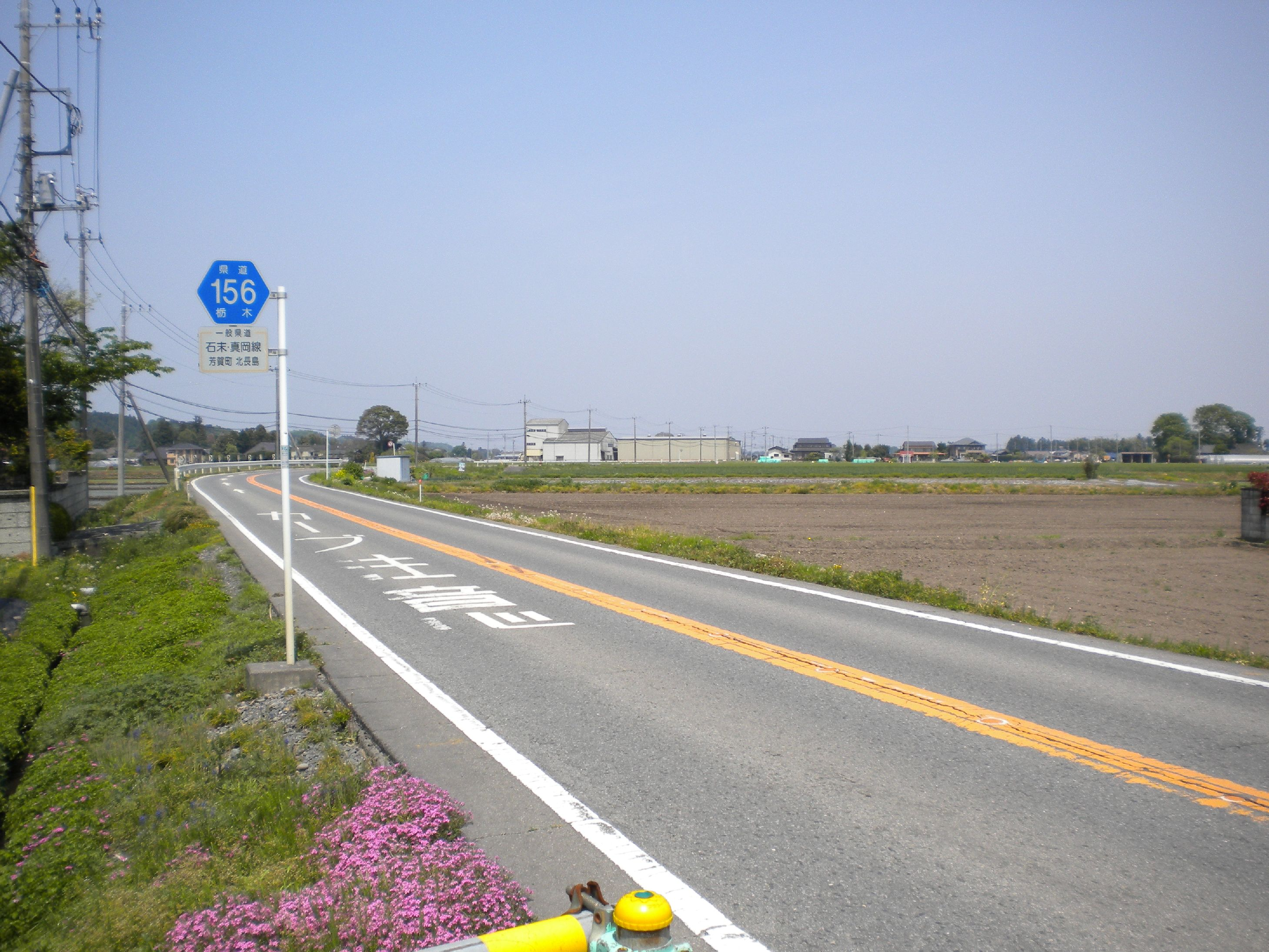
芳賀町北長島付近

栃木県道156号石末真岡線（とちぎけんどう156ごう いしずえもおかせん）は、栃木県塩谷郡高根沢町から真岡市までを結ぶ一般県道である。

## 概要
宇都宮烏山線宝積寺バイパスから分岐し、高根沢町中央部・芳賀町水橋地区（旧水橋村）を南下して真岡市市街地に至る路線である。芳賀町西水沼以南では東野交通路線バスの水橋真岡線が本路線経由で運行される。

## 路線データ
- 総延長：24.075km
- 実延長：23.911km
- 起点：栃木県塩谷郡高根沢町大字石末（石末西原交差点＝栃木県道10号宇都宮那須烏山線交点）
- 終点：栃木県真岡市荒町（荒町泉町交差点＝栃木県道46号宇都宮真岡線、栃木県道61号真岡那須烏山線交点）
- 認定：1961年（昭和36年）4月1日

## 通過自治体
- 栃木県
  - 塩谷郡高根沢町 - 芳賀郡芳賀町 - 真岡市

## 交差する道路
- 栃木県道176号杉山石末線（塩谷郡高根沢町石末）
- 栃木県道341号宝積寺太田線（塩谷郡高根沢町石末・赤堀交差点）
- 栃木県道64号宇都宮向田線（塩谷郡高根沢町上高根沢・上高根沢交差点）
- 栃木県道69号宇都宮茂木線（芳賀郡芳賀町下高根沢・下高根沢交差点）
- 栃木県道165号上根北長島線（芳賀郡芳賀町北長島・北長島交差点）
- 国道123号（芳賀町西水沼・西水沼交差点から橋場交差点まで重複）
- 国道121号（真岡市飯貝・飯貝交差点）

## 歴史
- 1961年（昭和36年）4月1日 - 一般県道として認定。
- 2009年（平成21年）4月1日 - 終点が真岡市荒町寿町交差点から荒町泉町交差点に変更[1]。
- 2022年（令和4年）9月28日 - 上高根沢工区 (1.4 km) が開通する[2]。